# Giovanni Claudio Pasquini
Giovanni Claudio Pasquini (Siena, 1695 – Siena, novembre 1763) è stato un librettista italiano.

## Biografia
Lavorò dapprima a Roma come segretario del cardinale Nicolò Coscia, ma ben presto si trasferì alla corte di Vienna, dove fu religioso, poeta e insegnante di lingua italiana alle nobildonne locali.
Grazie all'amicizia di Apostolo Zeno si avvicinò alla scrittura drammatica di cantate da camera oppure di opere e anche di pastorali.
A Vienna incontrò Pietro Metastasio, con il quale divenne amico e anche sfortunato rivale.
Dopo Vienna Pasquini lavorò dapprima a Mannheim e successivamente alla corte di Dresda, ma le sue opere andarono in scena anche a Salisburgo,
Londra e Berlino.
Infine ritornò a Siena, dove proseguì i suoi lavori affiancandoli all'attività di predicatore.
Pasquini ebbe comunque un ruolo importante nel melodramma settecentesco: le sue opere si caratterizzarono per la fertilità produttiva, per l'eleganza dello stile, e per l'efficace teatralità.
Realizzò sia opere grandiose, sia atti unici scritti soprattutto per allietare le corti in speciali occasioni, come ad esempio le 'feste da camera'.

## Opere
- La deposizione dalla croce (1728);
- Il figliuol prodigo (1735);
- La generosa Spartana (1740);
- La liberalità di Numa Pompilio (1746);
- Diana vendicata (1746);
- Trajano (1746);
- Amore insuperabile (1747);
- La spartana generosa ovvero Archidamia (1747)
- Scipione Africano il Maggiore (1735);
- Dialogo del merito e dell'umiltà (1761);
- Don Chisciotte in corte della duchessa;
- La moglie giudice e parte, ovvero Il ser Lapo.